# Ялтинская конференция
Ялтинская (Крымская) конференция союзных держав 4—11 февраля 1945 года — вторая по счёту многосторонняя встреча лидеров трёх стран антигитлеровской коалиции — СССР, США и Великобритании — во время Второй мировой войны, посвящённая установлению послевоенного мирового порядка. Проходила в Ливадийском (Белом) дворце в посёлке Ливадия в трёх километрах от Ялты (Крымская АССР, РСФСР, СССР) и стала последней конференцией лидеров антигитлеровской коалиции «большой тройки» в доядерную эпоху.
Участники конференции располагались в трёх дворцах царского времени: делегация СССР во главе с Иосифом Сталиным в Юсуповском дворце, делегация США во главе с Франклином Рузвельтом — в Ливадийском дворце, делегация Великобритании во главе с Уинстоном Черчиллем — в Воронцовском дворце. Допуск представителей прессы был жёстко ограничен, а список журналистов — согласован заранее участниками конференции. В секретной переписке руководства государств-участников конференцию называли кодовым словом «Аргонавт» (Argonaut).

## Предыстория
В 1943 году на Тегеранской конференции президент США Франклин Рузвельт, верховный главнокомандующий ВС СССР Иосиф Сталин и премьер-министр Великобритании Уинстон Черчилль обсуждали в основном проблему достижения победы над Третьим рейхом, на Потсдамской — в конце июля-начале августа 1945 года — решали вопросы мирного обустройства и раздела Германии, а в Ялте принимались основные решения о будущем разделе мира между странами-победительницами.
К тому моменту победа над Германией была лишь вопросом времени, и война вступила в завершающую стадию. Союзники громили врага в Польше и Померании, Будапеште и Дрездене. Судьба Японии тоже не вызывала особых сомнений, поскольку США уже контролировали почти весь Тихий океан. Союзники понимали, что у них уникальный шанс распорядиться историей Европы по-своему, поскольку впервые практически вся Европа находилась в руках всего трёх государств — стран Антигитлеровской коалиции.

## Повестка дня
Все решения конференции касались двух проблем:
- Во-первых, требовалось провести новые государственные границы на территории, ещё недавно оккупированной Третьим рейхом. Одновременно нужно было установить неофициальные, но общепризнанные всеми сторонами демаркационные линии между сферами влияния союзников — дело, которое было начато ещё на Тегеранской конференции.
- Во-вторых, союзники осознавали, что после исчезновения общего врага вынужденное объединение Запада и СССР потеряет какой-либо смысл, а поэтому следовало создать процедуры, гарантирующие неизменность проведённых на карте мира разграничительных линий. За 8 дней конференции «Большая тройка» провела 8 заседаний.

### Изменение границ

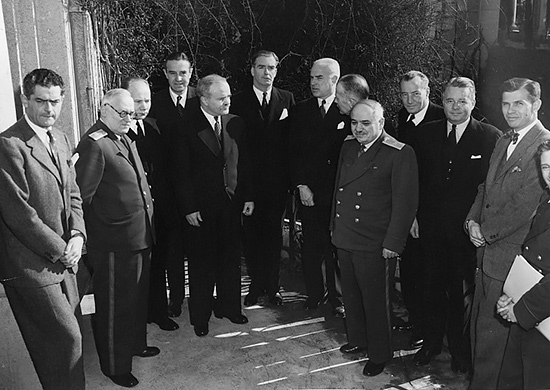
Советские, американские и британские дипломаты во время Ялтинской конференции

В этом вопросе Рузвельт, Черчилль и Сталин, пойдя на взаимные уступки, пришли к соглашению практически по всем пунктам. В результате конфигурация политической карты мира претерпела существенные территориальные изменения.

#### Польша
Вопрос о будущем Польши оказался одним из самых сложных и дискуссионных. На его обсуждение было затрачено 10 000 слов — это 24 % всех высказываний, произнесённых в Ялте. Но результаты такого обсуждения оказались малоудовлетворительными. Это связано со следующими аспектами польской проблемы.
Довоенная Польша резко уменьшилась и сдвинулась к западу и северу. До 1939 года её восточная граница находилась практически под Минском, к тому же поляки владели Виленским регионом, который теперь вошёл в состав Литвы. Западная же граница с Германией находилась восточнее Одера, при этом большая часть балтийского побережья также принадлежала Германии. На востоке довоенной исторической территории Польши поляки являлись национальным меньшинством среди украинцев и белорусов, тогда как часть территорий на западе и севере, населённых поляками, находилась под германской юрисдикцией.
СССР получил западную границу с Польшей по «линии Керзона», установленной ещё в 1920 году, с отступлением от неё в некоторых районах от 5 до 8 км в пользу Польши. Фактически граница вернулась к положению на момент раздела Польши между Германией и СССР в 1939 году по Договору о дружбе и границе между СССР и Германией, основным отличием от которого стала передача Польше Белостокского региона.
Хотя Польша к началу февраля 1945 года в результате наступления советских войск уже находилась под властью временного правительства в Варшаве, признанного правительствами СССР и Чехословакии (Эдварда Бенеша), в Лондоне находилось польское правительство в изгнании (премьер-министр Томаш Арчишевский), которое не признало решения Тегеранской конференции o линии Керзона и потому не могло, по мнению СССР, США и Великобритании, претендовать на власть в стране. Разработанная 1 октября 1943 года инструкция правительствa в изгнании для Армии Крайовой содержала в себе следующие инструкции на случай несанкционированного польским правительством вступления советских войск на довоенную территорию Польши: «Польское правительство направляет протест Объединённым нациям против нарушения польского суверенитета — вследствие вступления Советов на территорию Польши без согласования с польским правительством — одновременно заявляя, что страна с Советами взаимодействовать не будет. Правительство одновременно предостерегает, что в случае ареста представителей подпольного движения и каких-либо репрессий против польских граждан подпольные организации перейдут к самообороне».
Союзники в Крыму осознавали, что «Новое положение создалось в Польше в результате полного освобождения её Красной Армией». 6 февраля Рузвельт высказал мнение, что в действительности с 1939 г. никакого польского правительства не существовало, тогда он предложил, чтобы союзники помогли полякам созвать это правительство. Сталин в Крыму сумел добиться от союзников согласия на создание нового правительства в самой Польше —  Временногo правительствa национального единства, на базе просоветского Временного правительства Польской Республики «с включением демократических деятелей из самой Польши и поляков из-за границы». Из решений конференции становилось ясно, что ядром будущего Правительства национального единства должно стать существовавшее Временное правительство. Это означало политическое банкротство польского эмигрантского правительства и его подпольных структур в Польше. Это решение, реализованное в присутствии советских войск, позволило СССР в дальнейшем сформировать в Варшаве устраивающий его политический режим, в результате чего столкновения между прозападными и прокоммунистическими формированиями в этой стране были решены в пользу последних.

#### Германия

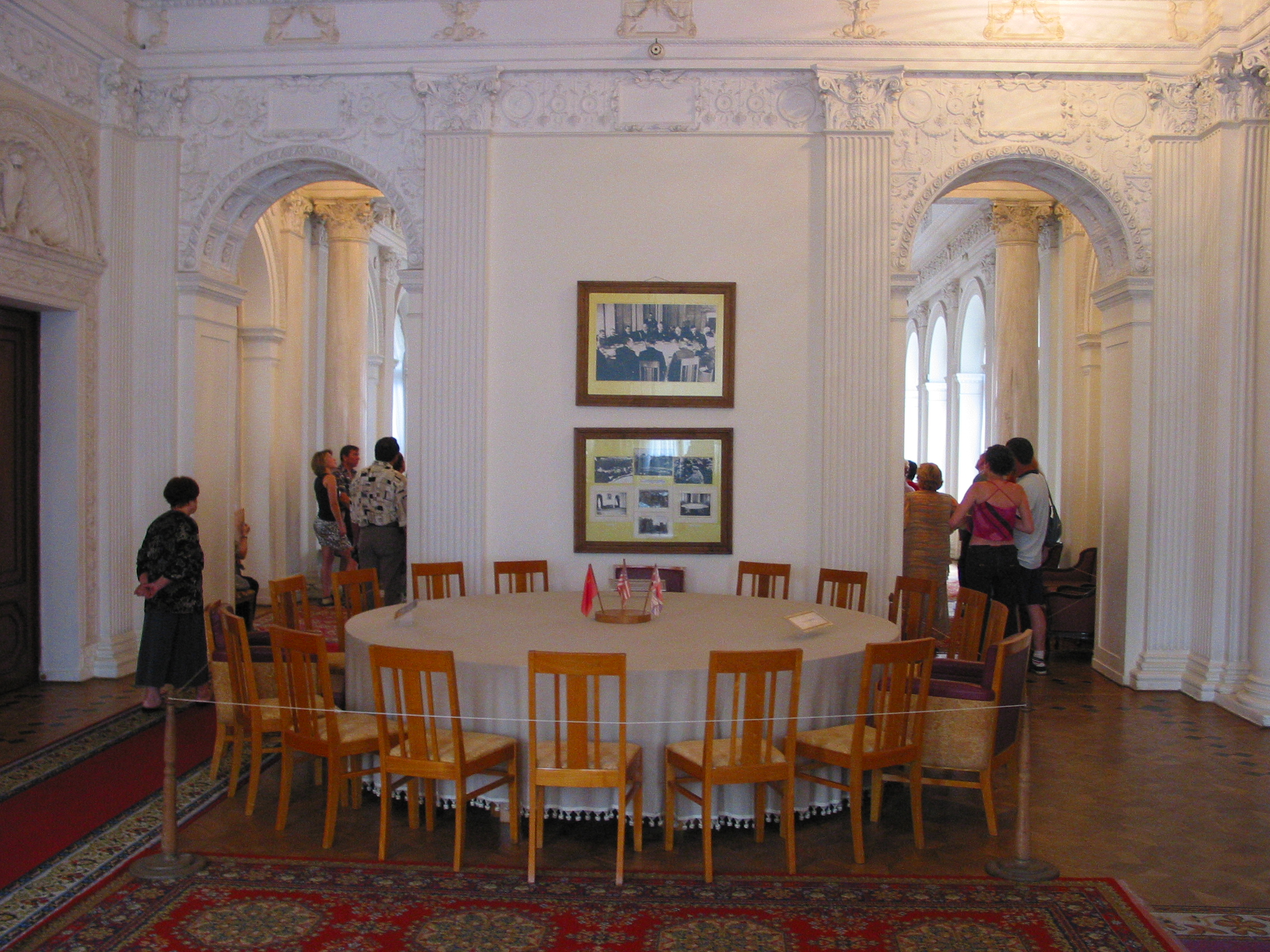
Стол переговоров «Большой тройки». Ливадия, Крым

Было принято принципиальное решение об оккупации и разделе Германии на оккупационные зоны и о выделении Франции своей зоны (март 1945 г.).
Конкретное урегулирование вопроса относительно зон оккупации Германии было достигнуто ещё до крымской конференции и зафиксировано в «Протоколе Соглашения между правительствами СССР, США и Соединённого Королевства о зонах оккупации Германии и об управлении „Большим Берлином“» от 12 сентября 1944.
Это решение предопределило раскол страны на долгие десятилетия. 23 мая 1949 года была введена в действие Конституция Федеративной Республики Германии, ранее подписанная представителями трёх западных держав. 7 сентября 1949 года первая сессия западногерманского парламента провозгласила создание нового государства (кроме Эльзаса и Лотарингии, вошедших в состав Франции). В ответ 7 октября 1949 на территории советской оккупационной зоны была образована Германская Демократическая Республика. Шла речь также об отделении Восточной Пруссии (позже, уже после Потсдамской конференции, состоявшейся в июле-августе 1945 года, на трети этой территории была создана нынешняя Калининградская область).
Участники Ялтинской конференции заявили, что их непреклонной целью является уничтожить германский милитаризм и нацизм и создать гарантии того, что «Германия никогда больше не будет в состоянии нарушить мир», «разоружить и распустить все германские вооружённые силы и навсегда уничтожить германский генеральный штаб», «изъять или уничтожить всё германское военное оборудование, ликвидировать или взять под контроль всю германскую промышленность, которая могла бы быть использована для военного производства; подвергнуть всех преступников войны справедливому и быстрому наказанию; стереть с лица земли нацистскую партию, нацистские законы, организации и учреждения; устранить всякое нацистское и милитаристическое влияние из общественных учреждений, из культурной и экономической жизни германского народа». Вместе с тем в коммюнике конференции подчёркивалось, что после искоренения нацизма и милитаризма германский народ сможет занять достойное место в сообществе наций.

#### Балканы

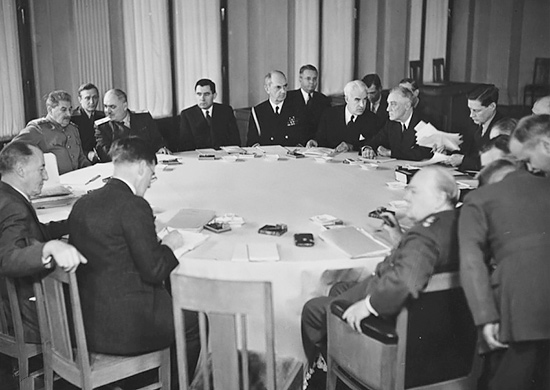
Лидеры «Большой тройки» за столом переговоров на ялтинской конференции

Был обсуждён и извечный балканский вопрос — в частности, ситуация в Югославии и Греции. Считается, что ещё в октябре 1944 г. Сталин позволил Великобритании решать судьбу греков (см. соглашение о процентах), в результате чего позднее столкновения между коммунистическими и прозападными формированиями в этой стране были решены в пользу последних. С другой стороны, было фактически признано, что власть в Югославии получит НОАЮ Иосипа Броз Тито, которому было рекомендовано взять в правительство «демократов».

#### Декларация об освобождённой Европе
В Ялте была также подписана Декларация об освобождённой Европе, определившая принципы политики победителей на отвоёванных у противника территориях. Она предполагала, в частности, восстановление суверенных прав народов этих территорий, а также право союзников совместно «помогать» этим народам «улучшать условия» для осуществления этих самых прав. В декларации говорилось: «Установление порядка в Европе и переустройство национально-экономической жизни должно быть достигнуто таким путём, который позволит освобождённым народам уничтожить последние следы нацизма и фашизма и создать демократические учреждения по их собственному выбору».
Идея о совместной помощи так и не стала реальностью: каждая держава-победительница имела власть лишь на тех территориях, где были размещены её войска. В результате каждый из бывших союзников в войне начал по её окончании старательно поддерживать своих собственных идеологических союзников. Европа за несколько лет разделилась на социалистический лагерь и Западную Европу, где Вашингтон, Лондон и Париж пытались противостоять коммунистическим настроениям.

#### Репарации
В очередной раз был поднят вопрос о репарациях. Однако союзники так и не смогли окончательно определить сумму компенсаций. Было решено лишь, что США и Великобритания отдадут Москве 50 процентов всех репараций.

#### Дальний Восток

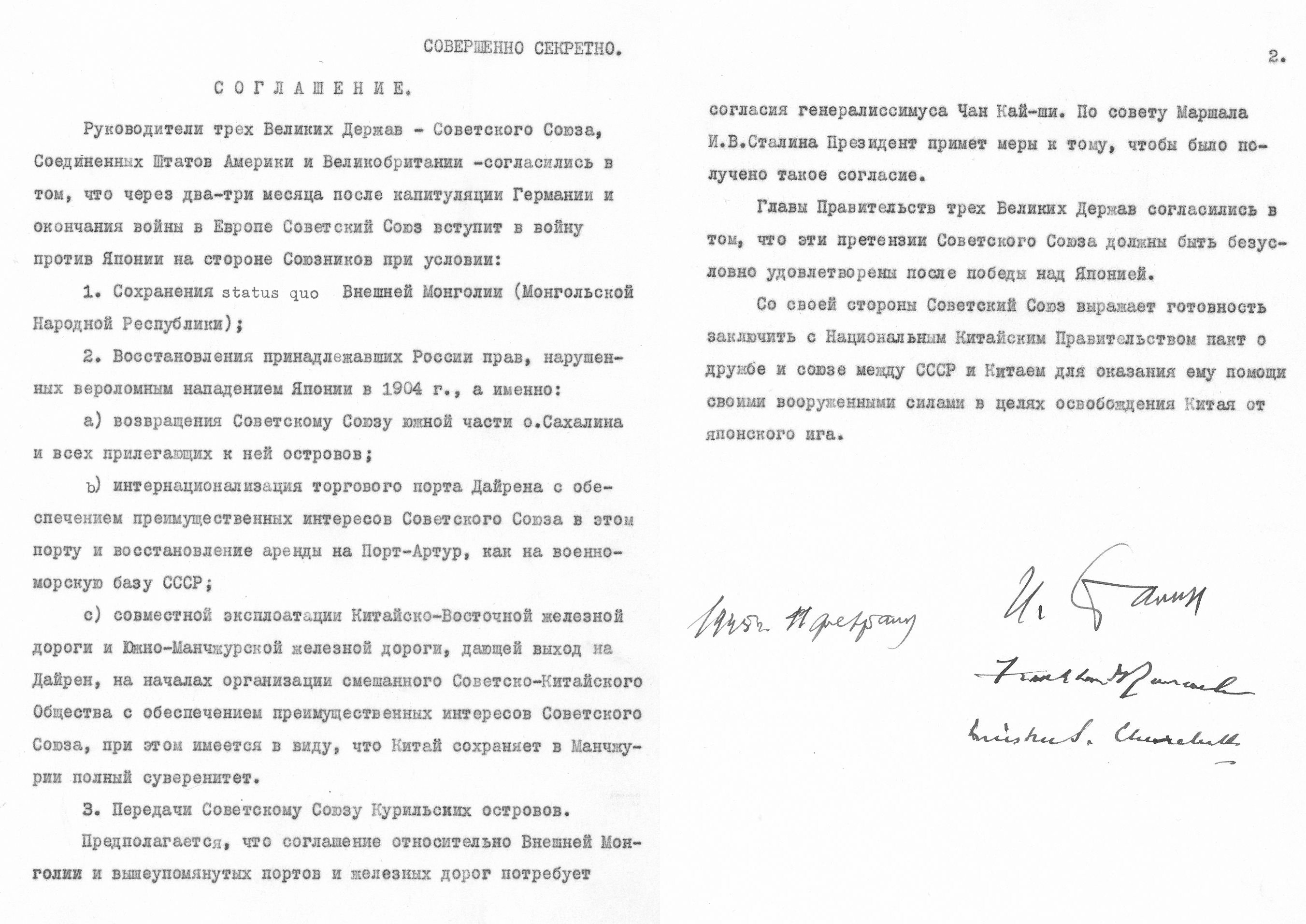
Соглашение о вступлении СССР в войну против Японии

Отдельным документом была принципиально решена судьба Дальнего Востока. В обмен на вступление в войну с Японией через 2-3 месяца после окончания войны в Европе СССР получал Южный Сахалин, аннексированный ещё в русско-японской войне, и Курильские острова; за Монголией признавался статус независимого государства. Советской стороне также были обещаны в аренду Порт-Артур и совместная эксплуатация Китайско-Восточной железной дороги (КВЖД) и Южно-Манжурской железной дороги.

### ООН
В Ялте была начата реализация идеи новой Лиги Наций. Союзникам требовалась межгосударственная организация, способная предотвратить попытки изменить установленные границы сфер влияния. Именно на конференциях победителей в Тегеране и Ялте и на промежуточных переговорах в Думбартон-Оксе была сформирована идеология Организации Объединённых Наций.
Было условлено, что в основу деятельности ООН при решении кардинальных вопросов обеспечения мира будет положен принцип единогласия великих держав — постоянных членов Совета Безопасности, имеющих право вето.
Сталин добился согласия партнёров на то, чтобы в числе учредителей и членов ООН был не только СССР, но и как наиболее пострадавшие от войны Украинская ССР и Белорусская ССР. И именно в ялтинских документах появилась дата «25 апреля 1945 года» — дата начала Сан-Францисской конференции, которой было предназначено выработать Устав ООН.
ООН стала символом и формальным гарантом послевоенного мироустройства, авторитетной и иногда даже достаточно эффективной организацией в разрешении межгосударственных проблем. При этом страны-победители и впредь предпочитали решать действительно серьёзные вопросы своих взаимоотношений путём двусторонних переговоров, а не в рамках ООН. ООН также не смогла помешать войнам, которые и США, и СССР вели в последующие десятилетия.

## Наследие Ялты
Ялтинская конференция руководителей СССР, США и Великобритании имела большое историческое значение. Она явилась одним из крупнейших международных совещаний военного времени, важной вехой сотрудничества держав антигитлеровской коалиции в ведении войны против общего врага. Принятие на конференции согласованных решений вновь показало возможность сотрудничества государств с различным общественным строем. Это была одна из последних конференций доатомной эпохи. 

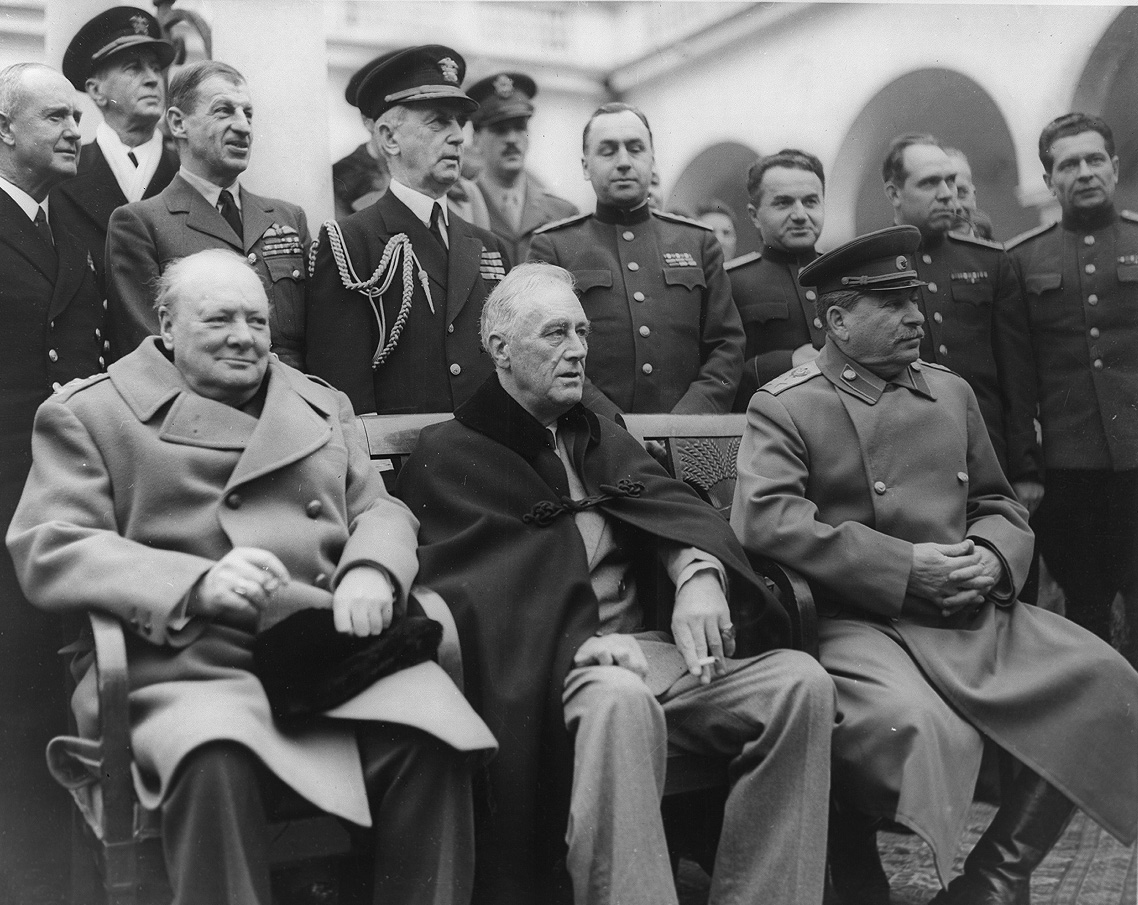
Черчилль, Рузвельт, Сталин в Ялте

Созданный в Ялте биполярный мир с разделением Европы на восток и запад сохранился более чем на 40 лет — с Фултонской речи У. Черчилля от 5 марта 1946 г. до Распада СССР в декабре 1991 г. Ялтинская система начала рушиться на рубеже 1980—1990-х годов с началом перестройки в СССР в марте 1985 г. Страны Центральной и Восточной Европы в июне — декабре 1989 г. пережили исчезновение прежних демаркационных линий и смогли встроиться в новую карту Европы. 3 октября 1990 г. Германия объединилась. Отдельные механизмы ялтинско-потсдамской системы функционируют до сих пор: это ООН, сохранение в целом неизменности границ в Европе (за исключением некоторых стран) и на Дальнем Востоке (границы между СССР и Японией, независимость КНДР и Республики Корея, территориальная целостность КНР).
В настоящее время Ялтинско-Потсдамская система мира является полем активных идеологических столкновений. Прекратив своё существование в форме государственных институтов и лишившись правового поля, Ялтинские соглашения сохраняют свой статус «политических бомб» и публицистических сенсаций.

## Соглашение по перемещённым лицам
В ходе конференции было заключено ещё одно соглашение, которое было очень важно для советской стороны, а именно соглашение по репатриации военных и гражданских лиц, то есть перемещённых лиц — лиц, освобождённых (пленённых) на территориях, захваченных союзниками.
Впоследствии, исполняя это соглашение, англичане и американцы передали советской стороне не только советских граждан, но и эмигрантов, никогда не имевших советского гражданства. В том числе была совершена насильственная выдача казаков-коллаборационистов.
По некоторым оценкам, это соглашение коснулось более чем 2,5 млн человек.

## Память о конференции
- Хорватский мюзикл «Ялта, Ялта» (1971)
- В 1995 году вышла почтовая марка, посвящённая 50-летию конференции.
- Художественно-документальный фильм «Покер-45: Сталин, Черчилль, Рузвельт» (2010).
- Художественный фильм «Ялта-45» (2011).
- «Операция „Долина“» — документальный телефильм из серии «Кремль-9», посвящённый подготовке и обеспечению безопасности участников Крымской конференции в январе-феврале 1945 г.
- 11 февраля 2020 года в почтовое обращение вышла марка, посвящённая 75-летию Ялтинской конференции. Тираж 90 тыс. экз. Изданы почтовые конверты первого дня и изготовлены штемпеля специального гашения для Москвы, Санкт-Петербурга и Ялты.

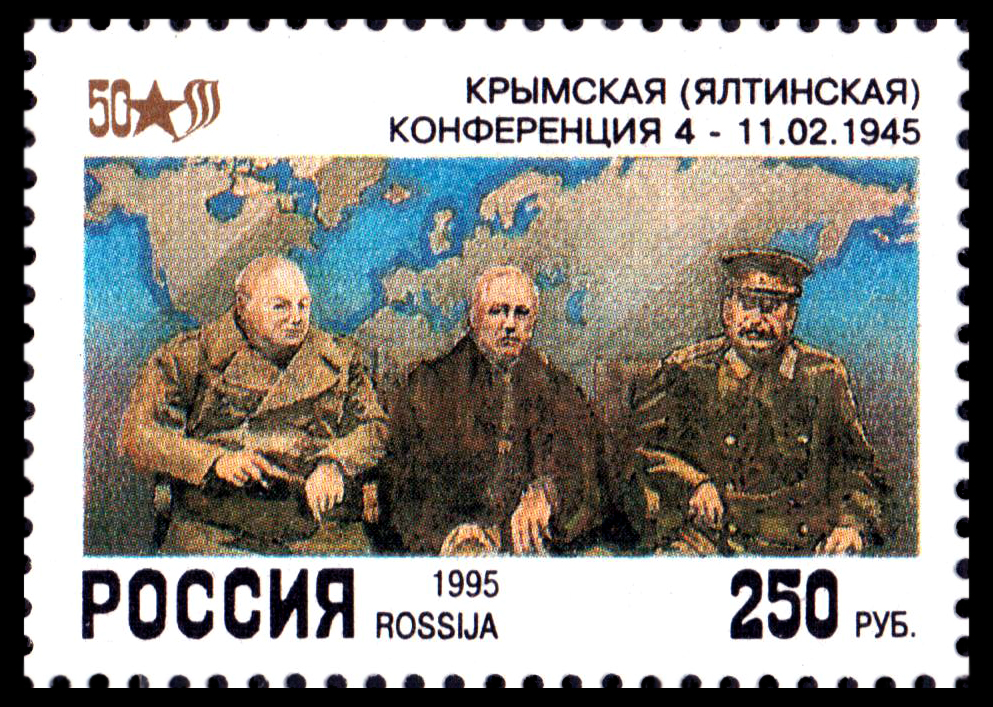
Российская почтовая марка 1995 года, посвящённая 50-летию Конференции.
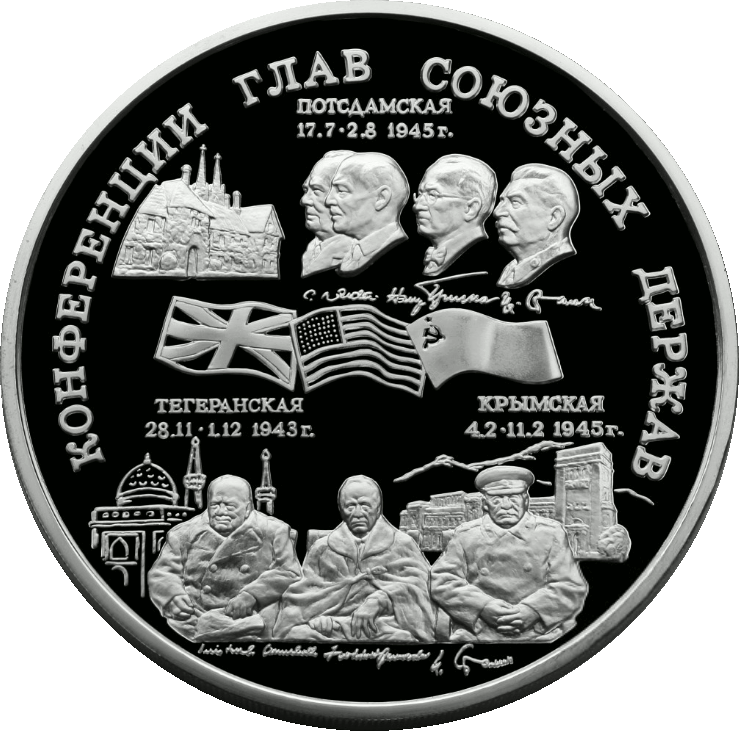
Монета Банка России, 1995 г.
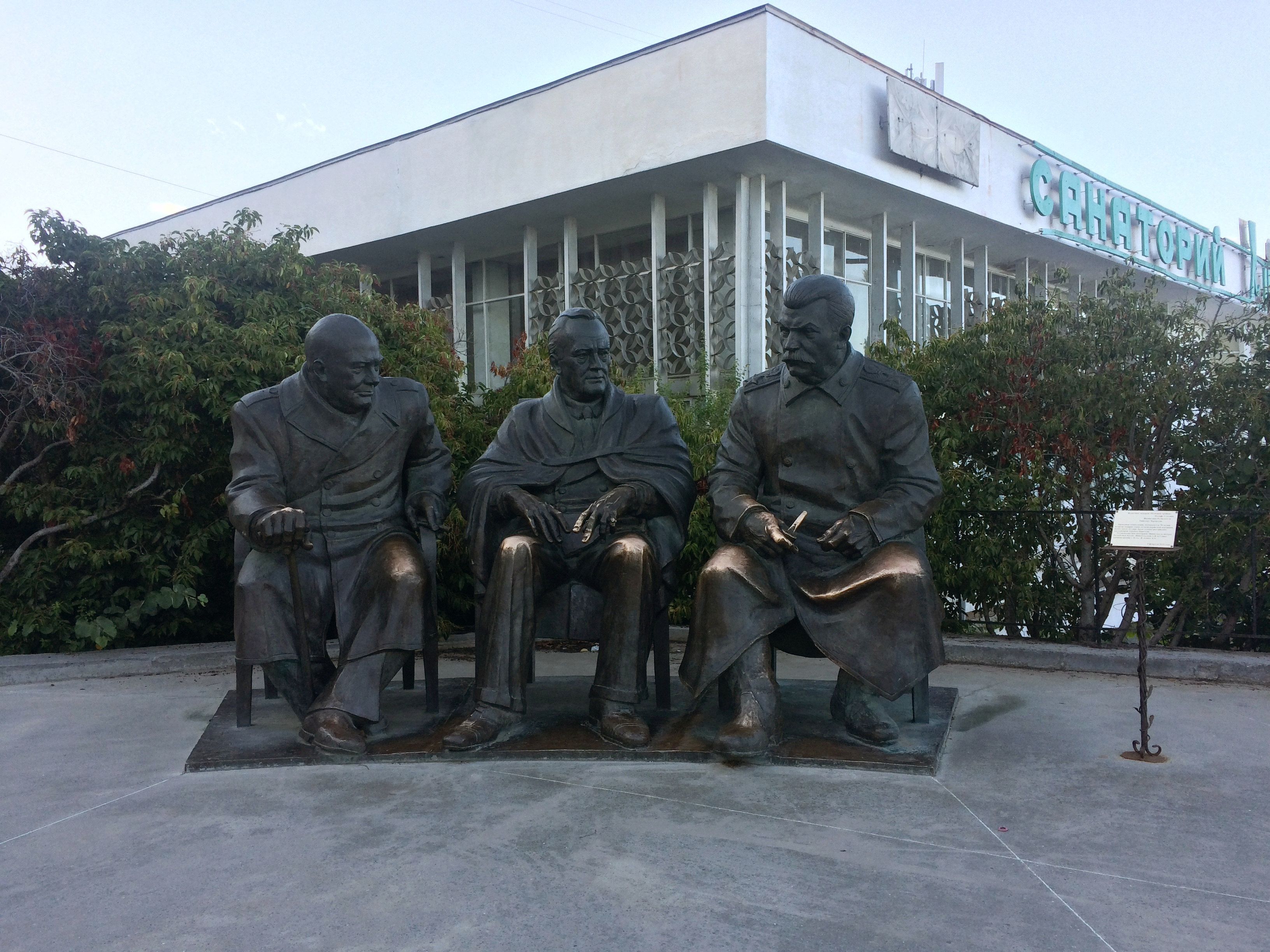
Памятник лидерам «большой тройки» в Ялте

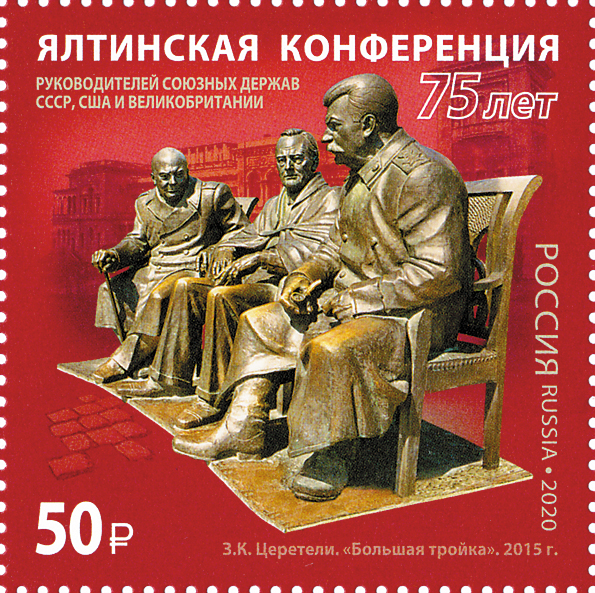
На марке изображен памятник Зураба Церетели «Большая тройка» (2015), установленный в 2015 году в Ливадии. Художник-дизайнер С. Капранов.Почтовая марка России 2020 года.